# 高田麻衣子
高田 麻衣子（たかた まいこ、12月23日生まれ・年齢非公表 ）は、日本プロ麻雀連盟 所属の女流プロ雀士（25期生）、2022年2月時点の同団体における段位は4段。石川県金沢市出身。

## 略歴
- たまたまアルバイトをはじめた麻雀店で麻雀の魅力に取り憑かれプロを目指す。
- アマチュアの頃から地元石川の麻雀店でプロなどを相手に技術を磨いていく。
- 2008年日本プロ麻雀連盟北陸支部に所属する。
- 2015年地元石川を離れ、上京し同連盟北関東支部に所属し活動拠点を東京に移し現在に至る。
- 同期には「古谷知美（愛称:ともちん）」がおりプロテストの時にお互い初めて言葉を交わして以来の親友である。また、1期後輩には「中山奈々美（愛称:ななみん）」、3期後輩には「白銀紗希（愛称:がねちゃん）」がいる。

## 人物
- 愛称は「マイティ」。
- 笑う際は必ず口元を手で隠すクセがある。
- 性格は内気な性格で大切な人への愛情が深く、優しすぎると友人たちからは評されている。
- ヘアスタイルは10年以上ボブヘア一筋である。
- ３週間に一度は美容院へ通うなど、身だしなみには強い拘りを持っている。
- 好きなファッションブランドは「ボッテガ・ヴェネタ」と「CHANEL」であり、仕事で着用するネクタイは殆どがCHANELである。
- 身体のラインがとても細く、周囲からは「過度なダイエットをしているのではないか」と心配されるが太らない努力はしているが、過度なダイエットは一切していない。
- 弟が一人いる。
- 好きな色は「黒」と「緑」。
- 好きな月は「９月」。
- 虫が大の苦手。
- 得意料理は「豚汁うどん」。
- Android端末を利用しているため、YouTubeの「ななともチャンネル」の出演時はケーブル接続できず、画面直写しとなってカメラの前でプルプル震えている。[1]
- 「ななともチャンネル」ではななみん、ともちん、がねちゃんから「幸薄い人」と呼ばれるなどイジられキャラのポジションを確立している。[1]
- 電車が苦手である。
- 実家に帰省した際は必ず「さぶろうべい」という焼き鍋のお店に行く。

### 趣味（2022年2月時点）
- 麻雀（好きな役はタンヤオ、平和）。
- 映画鑑賞（好きなジャンルはヒューマン、サスペンス、ホラー）。
- 音楽鑑賞（好きなジャンルはHIP-HOPで特に日本の'95~'00がお気に入り、好きなラッパーはDEV LARGE）。
- モンスターストライク（好きな撃手は「貫通」、好きな属性は「闇属性」推しキャラは「閻魔」,「五条悟（呪術廻戦コラボ）」,「ブラックリリー」、右手薬指でショットする）。[1]

### 好きな食べ物
- お肉（特にカルビが大好物）。
- 炭水化物。中でも、スパゲッティ（特にミートソース、ペスカトーレ）、ラーメン（味噌味）、おにぎり（ツナマヨネーズと明太子）が大好物。
- チョコレート、タルト、カスタードといった甘い物。

### 苦手な食べ物
- とうもろこし。
- レバーなど内臓系のお肉。
- 納豆、チーズといった匂いのキツイもの。
- 辛いもの全般（ただし、わさびは苦手ではない）。カレーライスは甘口しか食べられない。

## 活動歴

### 麻雀
- 2008年 日本プロ麻雀連盟所属

#### 「金沢麻雀王決定戦(北陸放送）」
- 2008年1月  正月特番「金沢麻雀王決定戦」第３位
- 2009年1月  正月特番「金沢麻雀王決定戦」予選敗退
- 2010年1月  正月特番「金沢麻雀王決定戦」準優勝

#### 「プロクイーン決定戦」
- 2015年 プロクイーン決定戦(第13期) 予選から参戦しベスト16進出[2][3]
- 2016年 プロクイーン決定戦(第14期) 予選から参戦しベスト16進出[4][5]
- 2017年 プロクイーン決定戦(第15期) 予選から参戦しベスト8進出[6][7]

　（３期連続で予選参加からベスト16への進出は高田麻衣子が初めてである）

### その他
- YouTube「ななともチャンネル」にゲスト出演している。[1]
- 新宿歌舞伎町三人打ち麻雀店「PON」に、専属プロとして勤務中である。